# Назарук, Юрий Владимирович
Ю́рий Влади́мирович Назару́к (укр. Юрій Володимирович Назарук; 28 апреля 1992, Сокол — 2 июня 2022, Северодонецк) — украинский военнослужащий, майор, участник российско-украинской войны. Герой Украины (2022, посмертно).

## Биография
Родом из села Сокол Волынской области.
С марта 2015 года участвовал в российско-украинской войне на территории Донецкой и Луганской областей. В июне 2016 года личный состав разведывательной группы под командованием Юрия Назарука выполнял задачи по задержанию диверсионно-разведывательных групп в районе села Водяное.
Во время российского вторжения в Украину 2022 участвовал в боях за Ирпень, Бучу; выполнял боевые задания в Запорожье и Николаевской области; один из защитников Мариуполя. Погиб 2 июня 2022 года, выполняя боевые задания в городе Северодонецк Луганщины. 6 июня 2022 года похоронен в Киеве на Байковом кладбище.

## Награды
- Звание «Герой Украины» с удостоением ордена «Золотая Звезда» (2022, посмертно) — за личное мужество и героизм, проявленные в защите государственного суверенитета и территориальной целостности Украины, верность военной присяге.
- Орден Богдана Хмельницкого III степени (20 июля 2016) — за личное мужество и высокий профессионализм, проявленные в защите государственного суверенитета и территориальной целостности Украины, верность военной присяге[1].
- Орден «За мужество» III степени — за личное мужество и самоотверженные действия, проявленные в защите государственного суверенитета и территориальной целостности Украины, верность военной присяге.